# Labropsis
Labropsis – rodzaj ryb okoniokształtnych z rodziny wargaczowatych.

## Klasyfikacja
Gatunki zaliczane do tego rodzaju:
- Labropsis alleni
- Labropsis australis
- Labropsis manabei
- Labropsis micronesica
- Labropsis polynesica
- Labropsis xanthonota